# Abdul Atif Al-Qahtani
Abdul Atif Seif Al-Qahtani (arab. ‏عبد عاطف سيف القحطاني‎, ur. 1 lipca 1946) – saudyjski sportowiec.
Brał udział w rzucie oszczepem na Letnich Igrzyskach Olimpijskich 1972.